# Королевская военная академия в Сандхерсте
Королевская военная академия в Сандхерсте (англ. Royal Military Academy Sandhurst) — британское военное высшее учебное заведение в городе Сандхерст, графство Беркшир, Англия.

## История
Создана в 1947 году в результате объединения Королевской военной академии (англ. the Royal Military Academy) и Королевского военного училища (англ. the Royal Military College). Расположена в городе Сандхерст, в 4 км от города Кэмберли (Camberley; графство Суррей, Англия).
Большинство будущих офицеров британской армии получают образование в Сандхерсте. Сандхерстcкая академия является наследницей традиций Королевской военной академии в Вулидже (была основана в 1741 году) и Королевского военного колледжа в Сандхерсте, учреждённого в 1802 году королевским указом по инициативе известного британского кавалериста, соратника Веллингтона, генерала Джона Ле Маршана и французского роялиста-эмигранта генерала Франсиса Жарри. Первоначально Королевский военный колледж располагался в Грейт-Марлоу, но уже в 1812 году был переведён в Сандхерст. 
К 1920 году курс обучения в Сандхёрстском военном колледже составлял 18 месяцев. Колледж готовил офицеров для пехотных и кавалерийских подразделений британской и британской индийской армий, тогда как будущие офицеры артиллерии, инженерных войск и войск связи получали образование в Вулидже. На 1940 год было запланировано объединение обоих учебных заведений на материально-технической базе Сандхерстского колледжа, однако, оно было отложено из-за начавшейся войны и осуществилось фактически только в 1947 году. 

## Современность
Сегодня академия принимает курсантов в возрасте от 18 до 19 лет, сдавших вступительные экзамены и прошедших краткие подготовительные военные сборы. Часть абитуриентов происходят из британских заморских территорий; многие другие до поступления в Сандхерст оканчивают военизированный Уэлбек-колледж в Ноттингемшире, где обучаются подростки в возрасте 16—18 лет.
Курс обучения в академии длится три года и разделён на шесть семестров. После окончания академии лучшие выпускники сами выбирают полк для прохождения службы, а остальные поступают в полки по распределению. 
За годы существования академии (считая предшественников — Вулиджскую академию и колледж в Сандхерсте) её окончили множество известных военных и государственных деятелей, включая Уинстона Черчилля и фельдмаршала Бернарда Лоу Монтгомери.